# ガベカ・パッラヴォーロ
ガベカ・パッラヴォーロ（Gabeca Pallavolo Spa）は、イタリア・モンツァを本拠地としていた男子バレーボールクラブチーム。通称はモンツァ。

## 名称
スポンサー名込みの総称および通称
- 2004-2005年　Acqua Paradiso Montichiari（モンティキアーリ）
- 2005-2009年　Acqua Paradiso Gabeca Montichiari（モンティキアーリ）
- 2009-2010年　Acqua Paradiso Monza（モンツァ）
- 2010-2012年　Acqua Paradiso Monza Brianza（モンツァ）

## 歴史
1975年、ソチェタ・パッラヴォーロ・モンティキアーリ（Società Pallavolo Montichiari）が創設。1985年にセリエB、1986年にA2へ昇格したのを機に、本拠地をカルペネードロからモンティキアーリへ移転。翌1987年にセリエA1へ昇格した。2004年、ガベカ・パッラヴォーロSpaへ改称した。2009年にモンツァへ本拠地を移転した。
A1でのレギュラーシーズンの最高位は1989年の4位。これまで全てプレーオフ・クオーターファイナルで敗退している。2009年はクオーターファイナルでクーネオに2連勝しながら、その後3連敗し、セミファイナル進出を逃した。

## 主な成績
セリエA
- 優勝：なし

 コッパ・イタリア
- 優勝：なし

 CEVカップ（2）
- 優勝：1991、1992

## 歴代監督
- フリオ・ベラスコ
- アンドレア・アナスタージ
- リュボミール・トラヴィツァ
- マウロ・ベッルート

## 歴代所属選手
| - フェルディナンド・デジョルジ - アンドレア・サルトレッティ - マルコ・メオーニ - ダミアーノ・ピッピ - ベンツィスラフ・シメオノフ - クリスチャン・サバーニ - ミケーレ・パシナート - ロレンツォ・ベルナルディ - アンドレア・サーラ - アレッサンドロ・パパローニ - マウロ・ガボット - ロリス・マニア - ドラガン・トラヴィツァ | - ニコラ・グルビッチ - アンドリヤ・ゲリッチ - ジュラ・メシュテル - デヤン・ボヨビッチ - ミロシュ・ニキッチ - ゴラン・ブエビッチ - エフゲーニ・ミトコフ - セミョン・ポルタフスキー - ミッコ・エスコ - マウリシオ・リマ - プラメン・コンスタンティノフ - トドル・アレクシエフ | - オズワルド・エルナンデス - ダニエル・ハワード - マルクス・ポップ - アブダラ・アハメド |

## ユニフォーム
ホーム
- メイン・サブカラーのブルーとオレンジ。シャツネームと背番号はホワイト。

アウェイ
- メイン・サブカラーのオレンジとブルー。シャツネームと背番号はホワイト。

リベロ
- ホワイト。シャツネームと背番号はブルーの白抜き。